# Torontotokyo
Александр Хертек (род. 30 апреля 1997, Тыва) — российский киберспортсмен по Dota 2, также известный как Torontotokyo (стил. под маюскул), выступающий за команду Aurora Gaming. В 2021 году стал чемпионом мира на турнире The International 10, выступая за команду Team Spirit. За всю карьеру заработал более 4 млн долларов США.

## Биография
Родился в Тыве. Окончил школу, получив на ЕГЭ более 270 баллов. Поступил в МГУ на факультет вычислительной математики и кибернетики, откуда отчислился на «втором-третьем курсе», отдав приоритет Dota 2. После отчисления работал системным администратором, официантом в ресторане, но уволился и решил сосредоточиться на игре.
До начала киберспортивной карьеры Torontotokyo был известен среди сильных игроков рейтинговой таблицы по Dota 2, причём под разными никнеймами — mlg winner, Temel, Mio.
В 2020 году стал выступать за небольшие команды (Yolo Knight, Aggressive Mode). В августе Александра позвали в Yellow Submarine, а в декабре весь состав подписала Team Spirit.
В октябре 2021 года вместе с Team Spirit стал победителем The International 10, выиграв 3 700 000 долларов США. Также он стал первым тувинцем, который принял участие в The International 10.
Следующий DPC-сезон Team Spirit начали с победы на PGL Arlington Major 2022, закончив его на третьей строчке рейтинга. Однако ближе к концу сезона в команде стали появляться разногласия. На The International 2022 команда заняла 13—16 место, а в декабре TORONTOTOKYO покинул Team Spirit. Спустя два дня присоединился к BetBoom Team на новую для себя позицию фулл-саппорта.

## Достижения
| Дата             | Место       | Турнир                   | Призовые     | Прим.       |
| Team Spirit      | Team Spirit | Team Spirit              | Team Spirit  | Team Spirit |
| ---------------- | ----------- | ------------------------ | ------------ | ----------- |
| 17 октября 2021  | 1           | The International 2021   | 18 208 300 $ | [ 13 ]      |
| 24 июля 2022     | 2           | Riyadh Masters 2022      | 750 000 $    | [ 14 ]      |
| 14 августа 2022  | 1           | PGL Arlington Major 2022 | 200 000 $    | [ 15 ]      |
| BetBoom Team     |             |                          |              |             |
| 25 июня 2023     | 2           | DreamLeague Season 20    | 175 000 $    | [ 16 ]      |
| 24 сентября 2023 | 3           | DreamLeague Season 21    | 120 000 $    | [ 17 ]      |
| 16 февраля 2024  | 3           | BetBoom Dacha Dubai 2024 | 100 000 $    | [ 18 ]      |
| 10 марта 2024    | 2           | DreamLeague Season 22    | 175 000 $    | [ 19 ]      |
| 28 апреля 2024   | 2           | ESL One Birmingham 2024  | 175 000 $    | [ 20 ]      |
| 26 мая 2024      | 3           | DreamLeague Season 23    | 120 000 $    | [ 21 ]      |